# Quint Cecili Níger
Quint Cecili Níger (en llatí Quintus Caecilius Niger) va ser un magistrat romà, nascut a Sicília.
Va ser qüestor de Verres quan aquest va ser governador de Sicília i va aconseguir conduir l'acusació del seu cap pretenent ser el seu enemic però en realitat per privar als sicilians de la poderosa defensa de Ciceró. El discurs de Ciceró anomenat Divinatio in Q. Caecilius va ser dirigit contra aquest Quint Cecili Níger.